# The Limiñanas
The Limiñanas és un grup de rock nord-català format a Cabestany el 2009.

## Història
Lionel i Marie Limiñana es van conèixer mentre estudiaven a l'institut. Després de 15 anys de formar part de diversos grups, vendre discos a Perpinyà i organitzar concerts, van fundar The Limiñanas el 2009. Dos temes, «Im dead» i «Migas 2000», compartits a Myspace van ajudar a la banda a donar-se a conèixer i signar amb els segells independents Trouble In Mind i HoZac Records. Durant els seus primers anys el duet va guanyar més notorietat als Estats Units d'Amèrica que a França. El 2010, la sèrie Gossip Girl va utilitzar la cançó «Down underground «en un episodi de la seva quarta temporada.
El 2015, després d'un àlbum conjunt amb Pascal Comelade, The Limiñanas va signar amb la discogràfica francesa Because Music, que va reeditar la seva discografia a Europa i va proveir al grup d'una major projecció. El 2016, la revista britànica Mojo va convidar The Limiñanas a gravar una versió de The Kinks «Two sisters» com a part d'un àlbum de versions, la primera vegada que el grup va treballar amb Anton Newcombe de The Brian Jonestown Massacre.
El 2018, la publicació de Shadow People, produït a Berlín per Anton Newcombe, va fer que el grup guanyés un públic més ampli, a més, la revista Rock & Folk va oferir al duet la portada del seu número de gener, i Canal+ va convertir Shadow People en el seu àlbum de la setmana. El 2019 The Limiñanas va col·laborar amb l'àlbum de l'actriu Emmanuelle Seigner i Anton Newcombe del grup L'Épée, Diabolique. El 2022 The Limiñanas van publicar el senzill «La Musique», un tema inèdit escrit i interpretat amb Areski Belkacem.

## Discografia

### Àlbums d'estudi

#### The Bellas
- Belladelic (2010)

#### The Limiñanas
- The Limiñanas (2010)
- Crystal Anis (2012)
- Costa Blanca (2013)
- Traité de guitares triolectiques (à l'usage des portugaises ensablées) (amb Pascal Comelade) (2015)
- Malamore (2016)
- Shadow People (2018)
- Le bel été (banda sonora) (2019)
- De Pelicula (amb Laurent Garnier) (2021)
- The World We Knew (banda sonora) (2021)
- The Devil Inside Me (banda sonora) (2021)
- The Ballad of Linda L. (banda sonora) (2022)
- Boom Boom (2023)
- Faded (2025)

### Recopilacions
- 2015: I've Got Trouble in Mind: 7" and Rare Stuff 2009-2014
- 2018: I've Got Trouble in Mind - Vol.2: 7" and Rare Stuff 2015-2018
- 2022: Electrified (del 2009 al 2022)